# Кътбърт Бинс
Професор Кътбърт Бинс е герой от поредицата Хари Потър и учител по История на магията в училището за магия и вълшебство Хогуортс. Той е единственият преподаващ дух-бродник в Хогуортс.

## Споменаване в книгите от поредицата
Професорът е споменаван в повечето от книгите, като се казва, че той често обича да стряска своите ученици, като влиза в класната стая през черната дъска. Освен това той не помни и забравя имената на учениците си.